# Alessandro Di Robilant
Alessandro Di Robilant (Pully, 23 de octubre de 1953) es un cineasta y guionista italiano. Desde su debut en 1985, ha dirigido once filmes, entre documentales, largometrajes y películas para televisión. Su película de 1994 Il giudice ragazzino fue exhibida en la edición número 44 del Festival Internacional de Cine de Berlín, donde ganó el premio Blue Angel.
Es un graduando de la Escuela de Cine de Londres.

## Filmografía

### Cine y televisión
- Anche lei fumava il sigaro (1985)
- Il nodo alla cravatta (1991)
- Il giudice ragazzino (1994)[3]
- Vite blindate (1998) - Telefilme
- Un paese di sportivi (1998) - Documental
- I fetentoni (1999)
- La voce nel sangue (1999) - Telefilme
- Forever (2003)
- L'uomo della carità (2007) - Telefilme
- Marpiccolo (2009)
- Mauro c'ha da fare (2013)[4]